# Liste der Nummer-eins-Hits in Polen
Die Nummer-eins-Hits der Musikbranche in Polen werden wöchentlich ermittelt. Die Albumcharts in Polen basieren auf den offiziellen Verkäufen. Sie werden von der ZPAV analysiert und veröffentlicht. Die polnischen Airplaycharts werden seit März 2010 wöchentlich von der ZPAV veröffentlicht.
Die Liste ist nach Jahren aufgeteilt.